# Heinrich von der Tann
Heinrich Friedrich Conrad Freiherr von und zu der Tann (* 10. Mai 1784 in Fulda; † 8. November 1848 in Waizenbach) war ein bayerischer Offizier und Abgeordneter.

## Leben

### Herkunft
Heinrich von der Tann war der Sohn des Oberhofmarschalls und Viztum Friedrich Franz von und zu der Tann (1751–1810) und dessen Ehefrau Sophie, geborene Gräfin von und zu Eltz (1754–1803). Er hatte noch eine Schwester, Johanna (1785–1863), die mit dem mecklenburgischen Generalleutnant Carl Wilhelm Ludwig Hartwig von Both (1778–1860) aus Ludwigslust verheiratet war.

### Karriere
Tann lebte in seiner Kindheit im Schloss Tann. Er betrieb juristische und staatswissenschaftliche Studien in Göttingen und wurde in der napoleonischen Zeit unter Großherzog Karl Theodor von Dalberg französischer Präfekt von Hanau. 1813 erfolgte die Ernennung zum Polizeipräfekten des Großherzogtums Frankfurt; ihm folgte als Präfekt Carl Albrecht Wilhelm von Auer. Nach Napoleons Sturz verlor Großherzog Dalberg 1814 seine weltliche Herrschaft. Dies führte dazu, dass sich Tann teilweise in das Privatleben zurückzog. Er vertrat aber seit dieser Zeit in der Kammer der Abgeordneten die adligen Gutsbesitzer des Untermainkreises.
In der Bayerischen Armee erreichte er den Dienstgrad als Oberstleutnant und wirkte als Distriktinspektor der Landwehr. Der bayerische König ernannte ihn zum Kämmerer und verlieh ihm das Großkreuz des Ordens vom Heiligen Michael. Außerdem war Tann Komtur des Ordens vom Weißen Falken.

### Familie
Tann hatte sich am 10. Mai 1812 mit Sophie von Rathsamhausen (1791–1833) verheiratet. Ihre Schwester Auguste (1802–1890) war mit Friedrich von der Tann verheiratet, der ein Bruder Heinrichs war. Sie waren Töchter von Samson von Rathsamhausen (1740–1819) und dessen Ehefrau Sophie Franziska (1767–1833). Aus Heinrichs und Sophies Ehe gingen sechs Kinder hervor:
- Luise (1814–1822);
- Ludwig (1815–1881), bayerischer General der Infanterie;
- Hugo (1817–1883), bayerischer Generalmajor;
- Rudolph (1820–1890), bayerischer Generalleutnant;
- Sophie (1825–?);
- Hildegard (1827–1835).